# Grote Prijs van de Etruskische Kust 2007
De Grote Prijs van de Etruskische Kust 2007 (Italiaans: Gran Premio Costa degli Etruschi 2007) werd gehouden op zaterdag 10 februari in Italië. De wedstrijd ging van San Vincenzo naar Donoratico over 193 km. De wedstrijd liep traditioneel uit op een massasprint, waarin Alessandro Petacchi voor de derde keer de beste was.

## Uitslag
| Grote Prijs van de Etruskische Kust 2007 |                       |                              |            |
| Plaats                                   | Naam                  | Ploeg                        | Tijd       |
| Winnaar                                  | Alessandro Petacchi   | Team Milram                  | 4u 38' 00" |
| 2                                        | Gabriele Balducci     | Acqua & Sapone-Caffè Mokambo | z.t.       |
| 3                                        | Daniele Bennati       | Lampre-Fondital              | z.t.       |
| 4                                        | Robert Hunter         | Team Barloworld              | z.t.       |
| 5                                        | Giosuè Bonomi         | Team Barloworld              | z.t        |
| 6                                        | Crescenzo D'Amore     | OTC Doors - Lauretana        | z.t.       |
| 7                                        | Krzysztof Szczawiński | Miche                        | z.t.       |
| 8                                        | Francesco Chicchi     | Liquigas                     | z.t.       |
| 9                                        | Jochen Summer         | Elk Haus-Simplon             | z.t.       |
| 10                                       | Tiziano Dall'Antonia  | Ceramica Panaria-Navigare    | z.t.       |
|                                          |                       |                              |            |
| 20                                       | Roy Sentjens          | Predictor-Lotto              | z.t.       |
| 51                                       | Steven de Jongh       | Quick Step                   | z.t.       |

1997 · 1998 · 1999 · 2000 · 2001 · 2002 · 2003 · 2004 · 2005 · 2006 · 2007 · 2008 · 2009 · 2010 · 2011 · 2012 · 2013 · 2014 · 2015 · 2016 · 2017